# Cyperus chermezonianus
Cyperus chermezonianus là một loài thực vật có hoa trong họ Cói. Loài này được Robyns & Tournay mô tả khoa học đầu tiên năm 1955.